# Harry Sweeny
Harrison Sweeny, né le 9 juillet 1998 à Brisbane, est un coureur cycliste australien.

## Biographie
En 2019, Harry Sweeny rejoint l'équipe continentale irlandaise EvoPro Racing. Au mois de mai, il remporte l'étape reine du Rhône-Alpes Isère Tour, son premier succès depuis les rangs juniors.
Pour la saison 2020, il signe avec l'équipe Lotto-Soudal U23.
Testé positif au SARS-CoV-2, Sweeny est non-partant lors de la dixième étape du Tour d'Espagne 2022.

## Palmarès
- 2016
  -  Champion d'Océanie du contre-la-montre juniors
  -  Champion d'Australie du contre-la-montre juniors
  - Flèche du Brabant flamand
  - 3e des Trois Jours d'Axel
  - 10e du championnat du monde sur route juniors
- 2017
  - 1rea étape de Toscane-Terre de cyclisme (contre-la-montre par équipes)
- 2019
  - 3e étape du Rhône-Alpes Isère Tour
- 2020
  - Tour de Lombardie amateurs

## Résultats sur les grands tours

### Tour de France
2 participations
- 2021 : 85e
- 2025 : 35e

### Tour d'Espagne
2 participations
- 2022 : non-partant (10e étape)
- 2024 : 78e

## Classements mondiaux
| Année                                 | 2018  | 2019  | 2020 | 2021 | 2022  | 2023 | 2024 |
| ------------------------------------- | ----- | ----- | ---- | ---- | ----- | ---- | ---- |
| Classement mondial                    | 1457e | 2069e | 866e | 882e | 1569e | 530e | 637e |
| UCI Asia Tour                         | 234e  |       |      |      |       |      |      |
| UCI Oceania Tour                      | nc    | 100e  | 45e  | 39e  | 75e   | 36e  | nc   |
|                                       |       |       |      |      |       |      |      |
| Légende : nc = non classéSource : UCI |       |       |      |      |       |      |      |